# Впевнений вогонь
«Впевнений вогонь» (англ. Sure Fire) — американський вестерн режисера Джона Форда 1921 року.

## У ролях
- Гут Гібсон — Джеф Бренсфорд
- Моллі Мелоун — Маріан Гоффман
- Б. Рівз Ізон молодший — Сонні
- Гаррі Картер — Руфус Коултер
- Фрітці Брюнетт — Елінор Паркер
- Мердок Маккуоррі — майор Паркер
- Джордж Фішер — Берт Роулингс
- Чарльз Ньютон — Лео Боллинджер
- Джек Вудс — Бразос Барт
- Джек Волтерс — Сухопутне Дитя
- Джо Гарріс — Ромеро
- Стів Клементе — Гомес